# Scopinella gallicola
Scopinella gallicola är en svampart som beskrevs av Tsuneda & Y. Hirats. 1981. Scopinella gallicola ingår i släktet Scopinella, ordningen Sordariales, klassen Sordariomycetes, divisionen sporsäcksvampar och riket svampar.   Inga underarter finns listade i Catalogue of Life.